# Capitophorus tricholepidis
Capitophorus tricholepidis är en insektsart. Capitophorus tricholepidis ingår i släktet Capitophorus och familjen långrörsbladlöss. Inga underarter finns listade i Catalogue of Life.